# Danny & The Chicks
Danny & The Chicks ist eine deutsche Rock-’n’-Roll-Formation aus Essen um den Sänger, Tanzlehrer, Komponisten und Musikproduzenten Danny Kraft, die seit 2001 aktiv ist.

## Karriere
Die Gruppe entstand 2001 aus der, von Danny Kraft trainierten Tanzgruppe „Explosion Dancers“ unter dem Namen „Misters 50’s & The Crazy Chicks“. 2004 erfolgte die Umbenennung in „Danny & The Chicks“. Schwerpunkt der Show sind eigene deutschsprachige Hits und bekannte englischsprachige Nummern. Meist tritt Danny mit vier Backgroundsängerinnen (Chicks) und gelegentlich einem Basssäger auf.
2009 erschien das erste Album Wirtschaftswunder beim österreichischen Verlag Tyrolis. Darauf folgten diverse Auftritte in bekannten Deutschen TV Formaten wie Immer wieder sonntags, SWR on Tour, Germany’s next Showstar, Helene Fischers Weihnachtsshow, Geld oder Liebe oder Zwischen Tüll und Tränen.
2012 produzierte Kraft das Musical Verliebte Jungs mit Jesse Katzur.
2014 wurde die Vinylsingle Schritt für Schritt / Gute Alte Zeit durch das Label Krazy Beat Music Company in Japan veröffentlicht.
2020 führte Kraft sein Musical ErdbeerBrause – Die Wirtschaftswunder–Revue im RevuePalast Ruhr mit bekannten Stargästen wie Graham Bonney auf.

## Diskografie
Alben
- 2009: Wirtschaftswunder

Singles
- 2009: Cabriolet
- 2014: Schritt für Schritt / Gute Alte Zeit
- 2016: Lucky Strike
- 2018: Rockabella